# Tragwein
Tragwein är en ort och kommun i Österrike. Den ligger i distriktet Freistadt i förbundslandet Oberösterreich, 130 km väster om huvudstaden Wien. 
Kommunen består av 14 orter (Ortschaften) (inom parentes invånarantal 1 januari 2024):

- Fraundorf (209)
- Haarland (162)
- Hinterberg (59)
- Hohensteg (69)
- Knollnhof (89)
- Lugendorf (158)
- Mistlberg (334)
- Josefstal (18)
- Reichenstein (71)
- Schedlberg (130)
- Schmierreith (97)
- Stranzberg (122)
- Tragwein (1 573)
- Zudersdorf (55)